# Erland Mossberg
Erland Mossberg, född 17 augusti 1868 i Nordmarks socken, död 8 oktober 1946 i Stockholm, var en svensk militär och militärattaché.
Han blev volontär vid Jämtlands fältjägarkår 1888, strax innan han avlade mogenhetsexamen vid Karlstads högre allmänna läroverk. År 1889 avlade han underofficersexamen vid volontärskolan i Karlsborg, blev därefter elev vid Krigsskolan och avlade officersexamen där 1890. Mossberg blev samma år underlöjtnant vid Jämtlands fältjägarkår. År 1892 blev han elev vid infanteriskjutskolan vid Rosersberg och 1894 löjtnant vid Jämtlands fältjägarkår. Åren 1894–1896 var han elev vid Krigshögskolan. År 1899 begärde Mossberg avsked från militärtjänsten med tillstånd att kvarstå som löjtnant utan lön för att resa till Sydafrika för att delta i Boerkriget. Han lyckades dock inte bli antagen i brittiska armén som han ursprungligen tänkt sig och reste därför till Kapstaden som krigskorrespondent för Stockholms-Tidningen. Han placerades vid brittiska högkvarteret och följde det under framryckningen mot Pretoria. Han fick därefter fullmakt av lord Frederik Roberts att följa fältarmén som militärattaché. Under striderna fram till slutet av kriget följde han därefter general Frenchs kavalleridivision. Efter hemkomsten till Sverige verkade han för att ett monument skulle resas i Magersfontein till minne av den skandinaviska kåren som deltagit i striderna på boernas sida.
Mossberg blev 1904 kapten vid Jämtlands fältjägarregemente. Då första Balkankriget bröt ut begärde han tillstånd att få följa med någon av de allierade arméerna. Utan formellt uppdrag men med regeringens godkännande begav han sig till Sofia och följde den bulgariska armén under dess strider längs Tjataldjalinjen. Under återresan till Sverige stannade han en tid vid grekiska armén. Mossberg kom inte att uppmärksamma flygets pionjärinsatser under kriget. Däremot noterade han de bulgariska och serbiska härordningarna som tillät allmän mobilisering vilket gav mycket stora arméer i förhållande till ländernas storlek och den höga stridsmoralen hos dessa trupper. Efter återkomsten till Sverige kom han 1913–1914 att knytas till fjärde försvarsberedningen som behandlade frågan om den svenska värnpliktstjänstgöringens längd. Mossberg kom att förespråka en betydlig utökning av densamma. Åren 1913–1914 tjänstgjorde han vid Lantförsvarsdepartementets kommandoexpedition. Mossberg blev 1914 major vid Västerbottens regemente. Kort därefter reste han till London, där han från 1915 blev militärattaché vid den svenska beskickningen. Åren 1918–1921 var han även samtidigt militärattaché i Bryssel. Mestadels var Mossberg stationerad i London, men han gjorde även flera resor till västfronten. Från 1917 fick Sverige även uppgift att tillvarata Österrike-Ungerns, Bulgariens och Turkiets intressen i Storbritannien och Mossberg fick ansvaret att inspektera krigsfånge- och interneringsläger för personer av dessa nationaliteter. År 1917 befordrades Mossberg till överstelöjtnant och 1921 till överste i armén och blev överstelöjtnant vid Kalmar regemente. Han kvarstannade dock i London och blev 1923 överste på reservstat. År 1926 upphörde hans förordnande som militärattaché och han blev då i stället flygattaché i London, en post han innehade till 1934. Åren 1928–1943 var han överste i reserven.
Erland Mossberg var son till gruvdisponenten Carl Erland Mossberg och bror till Olof och Elis Mossberg. Han blev riddare av Svärdsorden 1911 och kommendör av första klassen av samma orden 1930..